# Hoback
Hoback és una concentració de població designada pel cens dels Estats Units a l'estat de Wyoming. Segons el cens del 2000 tenia 1.453 habitants.

## Demografia
Segons el cens del 2000, Hoback tenia 1.453 habitants, 577 habitatges, i 386 famílies. La densitat de població era de 3,2 habitants/km².
Dels 577 habitatges en un 32,2% hi vivien nens de menys de 18 anys, en un 60% hi vivien parelles casades, en un 4,3% dones solteres, i en un 33,1% no eren unitats familiars. En el 19,6% dels habitatges hi vivien persones soles el 2,9% de les quals corresponia a persones de 65 anys o més que vivien soles. El nombre mitjà de persones vivint en cada habitatge era de 2,52 i el nombre mitjà de persones que vivien en cada família era de 2,95.
Per edats la població es repartia de la següent manera: un 22,9% tenia menys de 18 anys, un 6,3% entre 18 i 24, un 35,6% entre 25 i 44, un 29,4% de 45 a 60 i un 5,8% 65 anys o més.
L'edat mediana era de 39 anys. Per cada 100 dones de 18 o més anys hi havia 117,9 homes.
La renda mediana per habitatge era de 64.679 $ i la renda mediana per família de 80.387 $. Els homes tenien una renda mediana de 36.613 $ mentre que les dones 35.023 $. La renda per capita de la població era de 32.753 $. Cap de les famílies i el 3,3% de la població estaven per davall del llindar de pobresa.

## Poblacions més properes
El següent diagrama mostra les poblacions més properes.